# Taurinosoma graniticolum
Taurinosoma graniticolum är en mångfotingart som beskrevs av Karl Wilhelm Verhoeff 1932. Taurinosoma graniticolum ingår i släktet Taurinosoma och familjen Mastigophorophyllidae. Inga underarter finns listade i Catalogue of Life.